# نیروی صلح بین آمریکایی

Honduran IAPF soldiers arrive in the Dominican Republic, 1965.

نیروی صلح بین آمریکایی (انگلیسی: Inter-American Peace Force) در ۲۳ ماه مه سال ۱۹۶۵ توسط سازمان کشورهای آمریکایی پس از مداخله نظامی ایالات متحده آمریکا به خاک دومینیکن پایه‌گذاری شد. با دارا بودن بیش از ۴۲۶۰۰ نفر از نیروی نظامی ایالات متحده، به‌طور عمده از جانب این کشور تغذیه می‌شد؛ همچنین تعدادی سرباز از دیگر کشورها به شرح زیر نیز در آن حضور داشتند:
برزیل: ۱۱۳۰ نفر
هندوراس: ۲۵۰ نفر
پاراگوئه: ۱۸۴ نفر
نیکاراگوئه: ۱۶۰ نفر
کاستاریکا: ۲۱ پلیس نظامی
السالوادور: ۳ افسر نظامی
نهایتاً نیروی صلح بین آمریکایی در سال ۱۹۶۷ منحل شد.